# Новозбудованное
Новозбудованное (укр. Новозбудоване; до 2025 года — Новопостроенное) — село,
Лантратовский сельский совет,
Ахтырский район,
Сумская область,
Украина.
Код КОАТУУ — 5920385403. Население по переписи 2001 года составляет 266 человек.

## Географическое положение
Село Новопостроенное находится на расстоянии до 2-х км от сёл Будное, Борзовщина и Лантратовка.
К селу примыкает несколько лесных массивов (дуб).
Рядом проходит автомобильная дорога Т-1918.

## История
- 1779 год — первое упоминание о том, что село Новопостроенное принадлежит поручику Зоричу.

## Объекты социальной сферы
- Школа І-ІІ ст.